# طيران البلطيق
شركة طيران البلطيق، (بالإنجليزية: AirBaltic)‏. التي تم تأسيسها قانوناً كشركة نقل لاتفيا منخفضة التكلفة المملوكة للدولة والناقلة الوطنية للبلاد. يقع مقرها الرئيسي في أراضي مطار ريغا الدولي في بلدية ماروب بالقرب من ريغا. محورها الرئيسي في مطار ريغا الدولي مع مزيد من القواعد في مطار تالين ومطار فيلنيوس.

## شؤون الشركات
افتتح المكتب الرئيسي الحالي في مطار ريغا في عام 2016.

### الملكية
شركة طيران البلطيق هي شركة مساهمة (اعتبارًا من يناير 2022):

| المساهم                                             | النسبة    |
| --------------------------------------------------- | --------- |
| لاتفيا (تمثلها وزارة النقل)                         | 097.03%   |
| إس اي إيه (مملوكة بالكامل للمستثمر الخاص لارس ثيسن) | 02.97%    |
| آخر                                                 | 00.00012% |
| المجموع                                             | 100%      |

### اتجاهات الأعمال
لم يتم دائمًا نشر الحسابات الكاملة لشركة الطيران بانتظام؛ الأرقام التي كشفت عنها طيران البلطيق من خلال منشورات مختلفة موضحة أدناه (للسنوات المنتهية في 31 ديسمبر):
|                                      | 2008        | 2009                | 2010                               | 2011          | 2012                 | 2013   | 2014          | 2015          | 2016   | 2017   | 2018          | 2019          | 2020          | 2021   | 2022   |
| ------------------------------------ | ----------- | ------------------- | ---------------------------------- | ------------- | -------------------- | ------ | ------------- | ------------- | ------ | ------ | ------------- | ------------- | ------------- | ------ | ------ |
| حجم الأعمال (مليون يورو)             | -           | 261                 | 292                                | 327           | 325                  | 325    | 300           | 285           | 286    | 348    | 409           | 503           | 140           | 202    | 500    |
| صافي الربح بعد الضريبة (بمليون يورو) | -           | 20                  | −52                                | −121          | −27                  | 1      | 9             | 19.5          | 1.2    | 4.6    | 5.4           | −7.7          | −278          | −134   | −54    |
| عدد الموظفين (في نهاية العام)        | -           | -                   | 1,443                              | -             | 1,100                | -      | -             | 1,171         | 1,266  | 1,415  | 1,585         | 1,716         | 1,195         | 1,559  | 2,143  |
| عدد الركاب (ميلون)                   | 2.6         | 2.8                 | 3.2                                | 3.3           | 3.1                  | 2.9    | 2.6           | 2.6           | 2.9    | 3.5    | 4.1           | 5.0           | 1.3           | 1.6    | 3.3    |
| عدد الطائرات (في نهاية العام)        | 28          | 31                  | 35                                 | 34            | 28                   | 25     | 24            | 24            | 25     | 30     | 34            | 39            | 37            | 44     | 39     |
| المصادر                              | [ 8 ] [ 9 ] | [ 9 ] [ 10 ] [ 11 ] | [ 10 ] [ 11 ] [ 12 ] [ 13 ] [ 14 ] | [ 12 ] [ 14 ] | [ 12 ] [ 15 ] [ 16 ] | [ 16 ] | [ 17 ] [ 18 ] | [ 19 ] [ 20 ] | [ 21 ] | [ 21 ] | [ 22 ] [ 23 ] | [ 24 ] [ 25 ] | [ 25 ] [ 26 ] | [ 26 ] | [ 27 ] |

## الوجهات
تدير شركة طيران البلطيق رحلات مباشرة على مدار العام ورحلات موسمية قصيرة المدى من ريغا وتالين وفيلنيوس ، ومعظمها إلى الوجهات الحضرية والترفيهية داخل أوروبا.

### اتفاقية الرمز المشترك
لدى طيران البلطيق اتفاقية الرمز المشترك مع الشركات التالية:
- خطوط إيجة الجوية
- الخطوط الجوية الفرنسية
- طيران مالطا[29][30]
- طيران صربيا[31]
- الخطوط الجوية النمساوية
- الخطوط الجوية الأذربيجانية
- طيران بيلافيا
- الخطوط الجوية البريطانية
- الخطوط الجوية البلجيكية
- Cyprus Airways
- الخطوط الجوية التشيكية
- طيران الإمارات[32]
- الاتحاد للطيران[33]
- الخطوط الجوية الجورجية
- أيبيريا (شركة طيران)
- طيران آيسلندا
- إيتا (شركة طيران)[34]
- الخطوط الجوية الملكية الهولندية
- خطوط لوت الجوية البولندية
- لوفتهانزا[35]
- الخطوط الجوية الإسكندنافية[36]
- تاب برتغال[37]
- تاروم[38]
- الخطوط الجوية الدولية الأوكرانية
- الخطوط الجوية الأوزبكستانية

## الأسطول

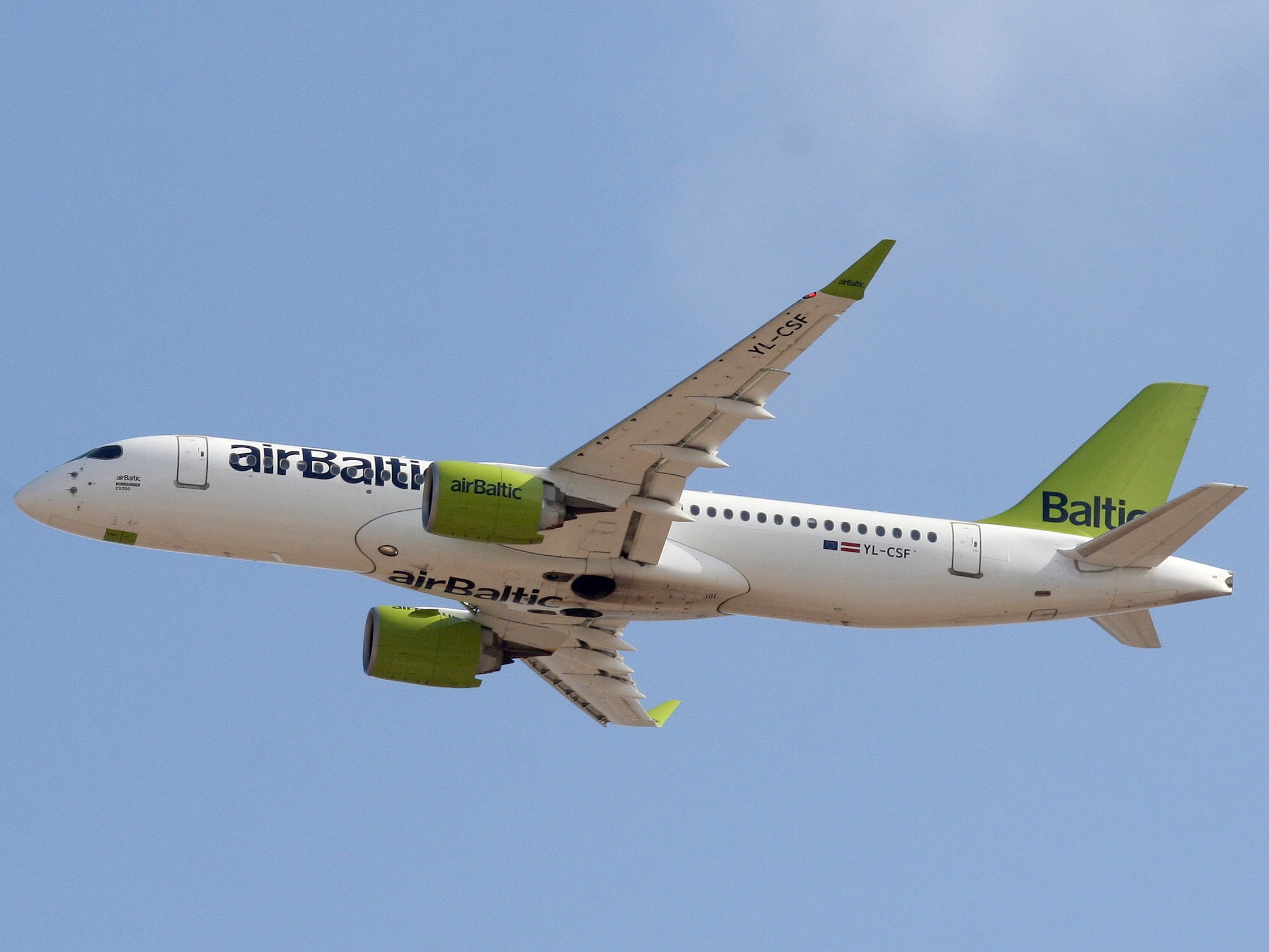
طائرة إيرباص إيه 220 تابعة للشركة

### الأسطول التاريخي
اعتبارًا من ديسمبر 2022، تشغل طيران البلطيق الطائرات التالية:
| الطائرة        | في الخدمة | مطلوبة | الركاب | ملاحظات                                                                                                  |
| -------------- | --------- | ------ | ------ | --- |
| إيرباص إيه 220 | 40        | 5      | 145    | طلبت 30. أكبر مشغل لهذا النوع. اثنتا عشرة طائرة مستأجرة، ستة منها تعمل لالخطوط الجوية الدولية السويسرية. |
| إيرباص إيه 220 | 40        | 5      | 148    | طلبت 30. أكبر مشغل لهذا النوع. اثنتا عشرة طائرة مستأجرة، ستة منها تعمل لالخطوط الجوية الدولية السويسرية. |
| إيرباص إيه 320 | 4         | 0      | 180    | مستأجرة من أفيون اكسبريس في 26 مارس 2023                                                                 |
| المجموع        | 40        | 5      |        | |

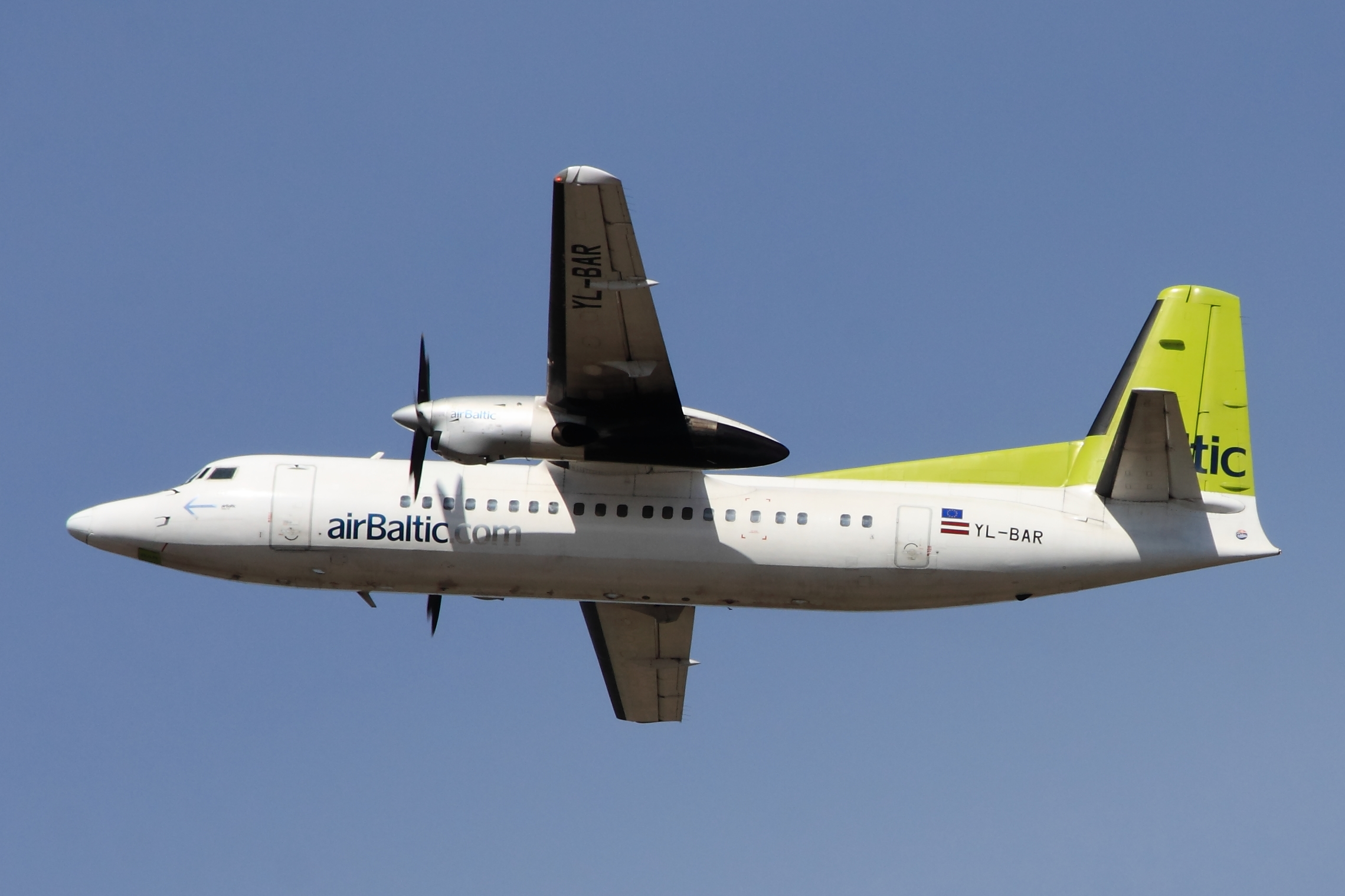
طائرة فوكر 50 تابعة للشركة

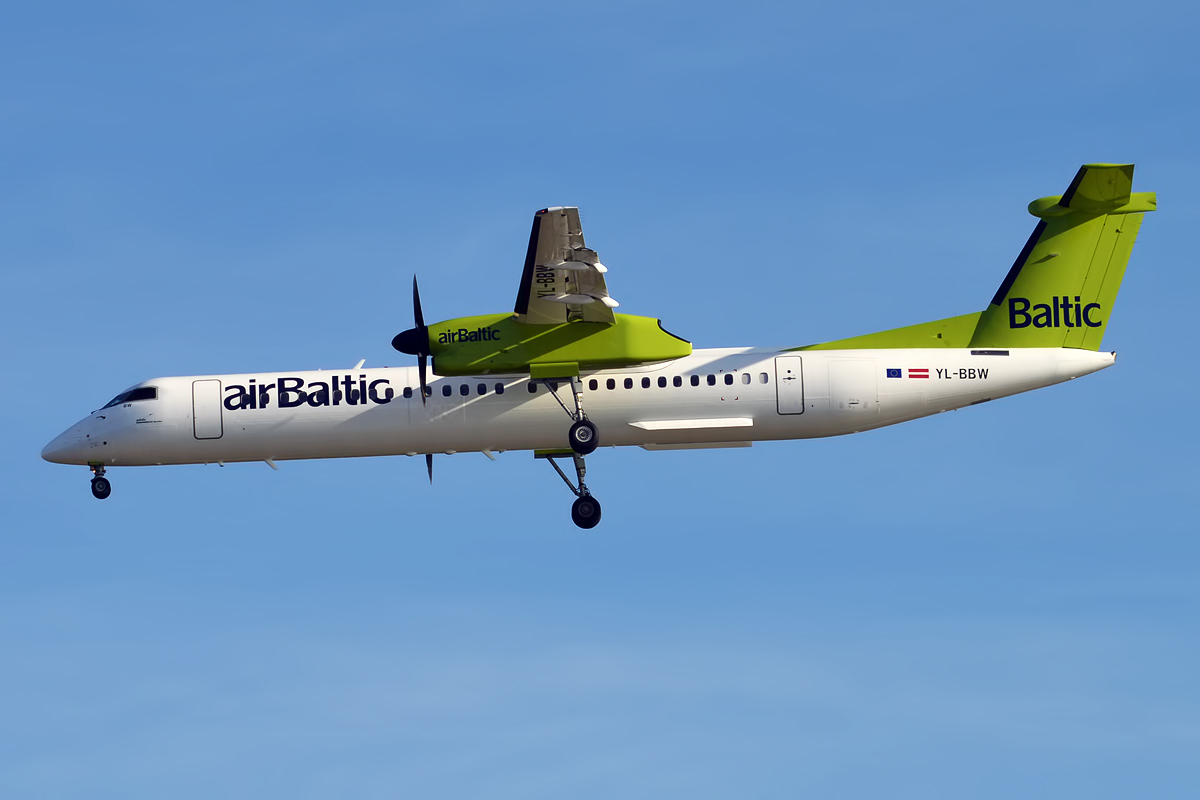
طائرة بومباردييه داش 8 تابعة للشركة

قامت شركة طيران البلطيق سابقًا بتشغيل الطائرات التالية:
| الطائرة                  | أدخلت | سحبت | استبلت ب           | ملاحظات |
| ------------------------ | ----- | ---- | ------------------ | ------- |
| إيرباص إيه 319           | 2013  | 2014 | لا شيء             |         |
| بريتش ايروسبيس 146       | 1996  | 2005 | لا شيء             |         |
| بوينغ 737 كلاسيك         | 2007  | 2020 | إيرباص إيه 220-300 |         |
| بوينغ 737 كلاسيك         | 2003  | 2019 | إيرباص إيه 220     |         |
| بوينغ 757                | 2008  | 2014 | لا شيء             |         |
| بومباردييه داش 8 كيو 400 | 2010  | 2023 | لا شيء             |         |
| بريتش ايروسبيس 146       | 1995  | 1996 | لا شيء             |         |
| فوكر 50                  | 1998  | 2013 | بومباردييه داش 8   |         |
| ساب 340                  | 1995  | 1999 | فوكر 50            |         |